# Maksim Vylegsjanin

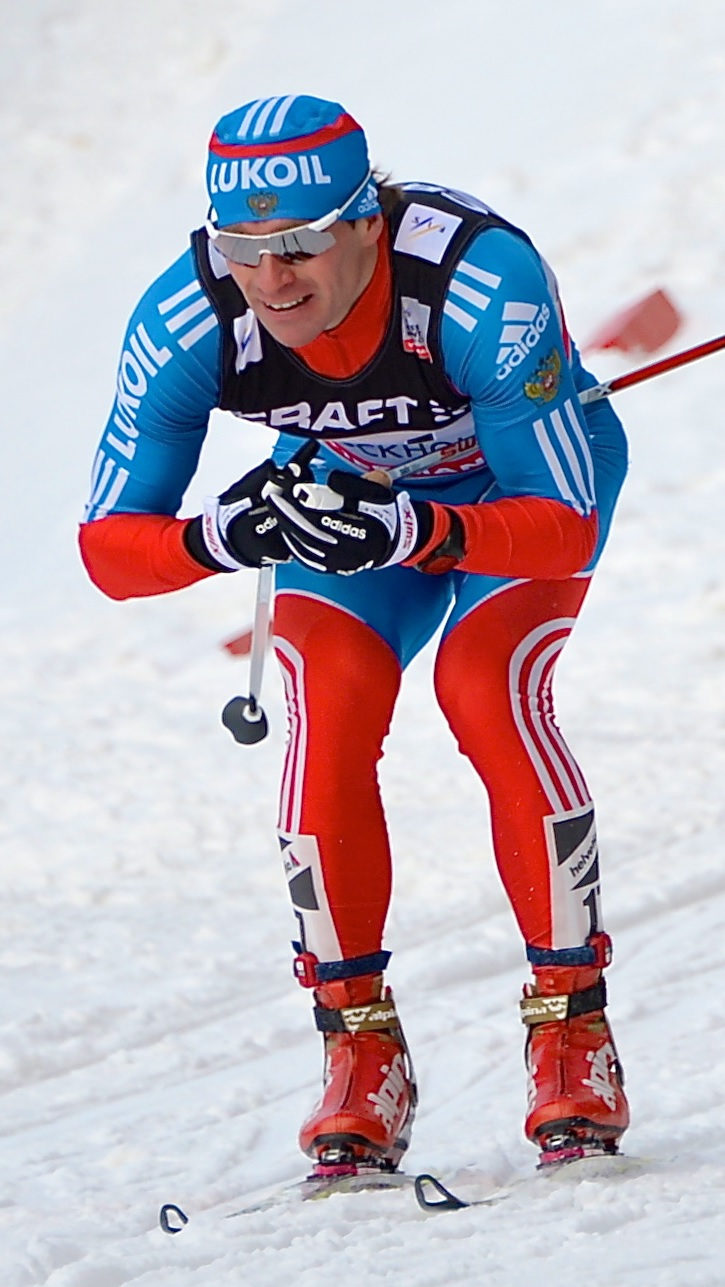
Vylegsjanin tijdens de wereldbekerwedstrijd in Stockholm (2013).

Maksim Michailovitsj Vylegsjanin (Russisch: Максим Михайлович Вылегжанин) (Sjarkan (Oedmoertië), 18 oktober 1982) is een Russische langlaufer. Hij vertegenwoordigde zijn vaderland op de Olympische Winterspelen 2010 in Vancouver en op de Olympische Winterspelen 2014 in Sotsji.

## Carrière
Vylegsjanin maakte zijn debuut in de wereldbeker in januari 2005 in Pragelato. Twee maanden later eindigde hij in de Noorse hoofdstad Oslo voor de eerste maal in de toptien van een wereldbekerwedstrijd. De Rus beleefde zijn doorbraak op de wereldkampioenschappen langlaufen 2009 in Liberec. Op dit toernooi veroverde hij de zilveren medaille op de 50 kilometer vrije stijl, daarnaast eindigde hij als 24e op de 30 kilometer achtervolging en als 45e op de 15 kilometer klassieke stijl. In november 2009 stond Vylegsjanin in Kuusamo voor de eerste maal in zijn carrière op het podium van een wereldbekerwedstrijd. Tijdens de Olympische Winterspelen van 2010 in Vancouver eindigde hij als achtste op de 50 kilometer klassieke stijl, als negende op de 15 kilometer vrije stijl en als zeventiende op de 30 kilometer achtervolging. Samen met Nikolaj Pankratov, Petr Sedov en Aleksandr Legkov eindigde hij als achtste op de estafette.
Op 18 december 2010 boekte de Rus in La Clusaz zijn eerste wereldbekerzege. Op de wereldkampioenschappen langlaufen 2011 in Oslo behaalde Vylegsjanin de zilveren medaille op zowel de 30 kilometer achtervolging als de 50 kilometer vrije stijl, daarnaast eindigde hij als tiende op de 15 kilometer klassieke stijl. Op de estafette eindigde hij samen met Stanislav Volzjentsev, Aleksandr Legkov en Ilja Tsjernoesov op de zevende plaats. In Val di Fiemme nam hij deel aan de wereldkampioenschappen langlaufen 2013. Op dit toernooi eindigde hij als vijfde op de 30 kilometer skiatlon, als achtste op de 50 kilometer klassieke stijl en als 57e op de 15 kilometer vrije stijl. Samen met Jevgeni Belov, Aleksandr Legkov en Sergej Oestjoegov sleepte hij de bronzen medaille in de wacht op de estafette. Tijdens de Olympische Winterspelen van 2014 in Sotsji veroverde de Rus de zilveren medaille op de 50 kilometer vrije stijl, daarnaast eindigde hij als vierde op de 30 kilometer skiatlon. Op de teamsprint legde hij samen met Nikita Krjoekov beslag op de zilveren medaille, samen met Dmitri Japarov, Aleksandr Bessmertnych en Aleksandr Legkov behaalde hij de zilveren medaille op de estafette.
Op de wereldkampioenschappen langlaufen 2015 in Falun werd Vylegsjanin wereldkampioen op de 30 kilometer skiatlon, daarnaast eindigde hij als vierde op 50 kilometer klassieke stijl. Op de estafette eindigde hij samen met Aleksandr Bessmertnych, Aleksandr Legkov en Jevgeni Belov op de vierde plaats. In Seefeld nam hij deel aan de wereldkampioenschappen langlaufen 2019. Op dit toernooi eindigde hij als 33e op de 15 kilometer klassieke stijl.

## Resultaten

### Olympische Spelen
| Jaar | Plaats    | Resultaten                                                                                 |
| ---- | --------- | ------------------------------------------------------------------------------------------ |
| 2010 | Vancouver | 9e 15 km vrije stijl 17e 30 km achtervolging 8e 50 km klassieke stijl 8e 4×10 km estafette |
| 2014 | Sotsji    | 4e 30 km skiatlon · 50 km vrije stijl · Teamsprint (klassieke stijl) · 4×10 km estafette   |

### Wereldkampioenschappen
| Jaar | Plaats        | Resultaten                                                                                 |
| ---- | ------------- | ------------------------------------------------------------------------------------------ |
| 2009 | Liberec       | 45e 15 km klassieke stijl · 24e 30 km achtervolging · 50 km vrije stijl                    |
| 2011 | Oslo          | 10e 15 km klassieke stijl · 30 km achtervolging · 50 km vrije stijl · 7e 4×10 km estafette |
| 2013 | Val di Fiemme | 57e 15 km vrije stijl · 5e 30 km skiatlon · 8e 50 km klassieke stijl · 4×10 km estafette   |
| 2015 | Falun         | 30 km skiatlon · 4e 50 km klassieke stijl · 4e 4×10 km estafette                           |
| 2019 | Seefeld       | 33e 15 km klassieke stijl                                                                  |

### Wereldbeker
Eindklasseringen
| Seizoen   | Algm | DI   | SP  | TdS   |
| --------- | ---- | ---- | --- | ----- |
| 2004/2005 | 67e  | 42e  | -   | -     |
| 2005/2006 | 152e | 110e | -   | -     |
| 2006/2007 | 79e  | 47e  | -   | -     |
| 2007/2008 | 51e  | 51e  | 51e | 21e   |
| 2008/2009 | 23e  | 16e  | 96e | 15e   |
| 2009/2010 | 8e   | 7e   | 25e | DNF   |
| 2010/2011 | 11e  | 6e   | -   | -     |
| 2011/2012 | 7e   | 4e   | 39e | 8e    |
| 2012/2013 | 5e   | 7e   | 39e | Brons |
| 2013/2014 | 10e  | 8e   | 92e | -     |
| 2014/2015 | 10e  | 8e   | 86e | 9e    |
| 2015/2016 | 13e  | 9e   | 50e | 25e   |
| 2016/2017 | 81e  | 77e  | 60e | -     |
| 2017/2018 | 27e  | 26e  | -   | -     |
| 2018/2019 | 30e  | 20e  | -   | 19e   |

Wereldbekerzeges
| Datum            | Plaats           | Onderdeel                                 |
| ---------------- | ---------------- | ----------------------------------------- |
| 18 december 2010 | La Clusaz        | 30 km vrije stijl (massastart)            |
| 5 februari 2012  | Rybinsk          | 30 km skiatlon                            |
| 2 december 2012  | Kuusamo          | 15 km klassieke stijl (handicapstart)     |
| 30 december 2012 | Oberhof          | 15 km klassieke stijl (handicapstart) TdS |
| 19 januari 2014  | Szklarska Poręba | 15 km klassieke stijl (massastart)        |
| 25 januari 2015  | Rybinsk          | 30 km skiatlon                            |
| 13 februari 2016 | Falun            | 10 km klassieke stijl                     |